# Новая Краснянка
Новая Краснянка — село в Ершовском районе Саратовской области, административный центр сельского поселения Новокраснянское муниципальное образование. Расположен на реке Малый Узень
Население — 1208 (2010).

## История
Основано в 1926 году. В 1929 году организована артель "Труд" (впоследствии колхоз имени XVIII партсъезда).

## Физико-географическая характеристика
Село находится в Заволжье, в пределах Сыртовой равнины, относящейся к Восточно-Европейской равнине, на реке Малый Узень, на высоте около 90 метров над уровнем моря. Почвы — тёмно-каштановые.
Село расположено в 4,7 км по прямой в юго-западном направлении от районного центра города Ершов (от центра города). По автомобильным дорогам расстояние до центра Ершова составляет 6,7 км, до областного центра города Саратова — 180 км.
Часовой пояс
Новая Краснянка, как и вся Саратовская область, находится в часовой зоне МСК+1. Смещение применяемого времени относительно UTC составляет +4:00.

## Население
Динамика численности населения по годам:
| Годы      | 2002 |
| --------- | ---- |
| Население | 1315 |

| 2002 | 2010  |
| ---- | ----- |
| 1315 | ↘1208 |

Национальный состав
Согласно результатам переписи 2002 года русские составляли 78 % населения села.